# 毎日放送 (韓国)
株式会社毎日放送（メイルほうそう、朝鮮語: 매일방송）は韓国の放送局である。略称はMBN。毎日経済新聞傘下で、ケーブルテレビ向け総合編成チャンネルを運営している。日本の近畿広域圏を放送範囲とする同名の毎日放送 (MBS) とは無関係。

## 概要
1993年9月23日、毎日経済TVとして創業、1995年3月1日に開局した。
2002年4月30日から2005年7月3日までの間はアメリカのCNBCと業務提携し、チャンネル名をMBN-CNBCとしていた。
2011年12月1日以降、同時期に行われた規制緩和により、新聞社が放送事業に参入することが認められることになったのに伴い、MBNは総合編成放送となり、チャンネル名を「毎日放送」に変更、ケーブルテレビ、KTスカイライフ、IPTV向けに放送を開始した。同時に資本も増強され、日本の大手新聞社である日本経済新聞社も1%出資している。
2020年10月30日、放送通信委員会は2011年の総合編成チャンネルの承認過程において、役員名義で資本金を違法に納入したとして、放送法違反で6カ月の業務停止処分を下した。これにより、6カ月の猶予期間ののち、2021年5月からの業務停止期間中は放送が中断される予定だった。しかし、「既に違法時効を是正しているにもかかわらず、行き過ぎた処分が下された」とするMBNが、放送通信委員会に対する業務停止処分の効力停止を求める仮処分をソウル行政裁判所（ソウル行政裁）に申請、ソウル行政裁は「6カ月の業務停止でMBNに回復不可能な損害が発生する懸念がある」として、2021年2月24日、効力を一時的に中断する決定を下し、当該処分の適正性を判断する一審判決が出るまで、これまで通りに放送を継続できることになった。

## 主な番組

### ニュース
- MBN災難待機センター(MBN재난대비센터)
  - 水曜・金曜5:40～6:00、日曜5:20～5:40放送
- グッドモーニングMBN (굿모닝 MBN)
  - 平日7:00～8:00放送
- 朝&毎日経済 (아침&매일경제）
  - 平日8:00～9:20、土曜10:00〜11:10放送
- 全国 ネットワーク(전국 네트워크)
  - 平日9:20～9:30放送
- MBN プレスルーム(MBN 프레스룸)
  - 平日15:20～16:40放送
- ニュースファイター(뉴스파이터)
  - 平日16:40～18:10放送
- MBNニュースワイド(MBN 뉴스와이드)
  - 平日18:10～19:20、週末18:10～19:30放送
- MBN総合ニュース(MBN 종합뉴스)
  - 平日19:20～20:30、週末19:30～20:20放送
- MBNニュースワイド 週末 (MBN 뉴스와이드 주말)
  - 週末8:40～10:00放送
- 時事スペシャル(시사스페셜)
  - 日曜10:00～11:10放送

### 時事·教養
- 私は自然人だ (나는 자연인이다)（水 21:10～22:10放送）
- ヒューマンドキュメンタリー 生きていたら (휴먼다튜 사노라면)（金 21:10～22:10放送）

### バラエティー
- 日韓トップテンショー（月 21:20～23:30放送）
- 燃えるトロットマン (불타는 트롯맨)（火 21:40～23:40放送）
- 高校生ママパパ3 ( 고딩엄빠3)（水 22:20～24:00放送）
- 放課後コリア 修学旅行 (방과 후 코리아 : 수학여행)（日 21:40～23:00放送）